# Clara Koppenburg
Clara Koppenburg née le 3 août 1995 à Lörrach, est une coureuse cycliste allemande membre de l'équipe Cofidis.

## Biographie
Durant sa jeunesse, elle pratique des sports très variés. Elle fait notamment de l'athlétisme. Après une blessure, elle s'essaie au cyclisme sur suggestion de son père lui-même cycliste et médecin du sport. Elle commence la compétition en 2014, au sein du club de RSV Seerose Friedrichshafen,.
En 2015, elle devient professionnelle au sein de l'équipe Bigla. En 2016, elle aide ses coéquipières dans la plus difficile étape de l'Emakumeen Euskal Bira, confirmant ses qualités de grimpeuse.

### 2019
À la Setmana Ciclista Valenciana, Clara Koppenburg remporte la troisième étape seule. Cela lui permet de remporter le classement général. Au Tour de Californie, Clara Koppenburg prend la quatrième place de la montagneuse deuxième étape. Elle prend la même place au classement général final.
Au Tour de l'Ardèche, sur la sixième étape, la montée vers les Ambales provoque une sélection. Dans la descente un groupe de cinq coureuses se forme. Il s'agit de : Ella Harris, Teuntje Beekhuis, Arlenis Sierra, Clara Koppenburg et Marianne Vos. Ces deux dernières sortent ensuite de ce groupe et compte une minute trente d'avance sur leurs poursuivantes dans le col de Montreynaud. Finalement, elle devance Clara Koppenburg pour la victoire d'étape. Au classement général final, Clara Koppenburg est deuxième. 
Sur la course en ligne des championnats du monde, dans la côte de Lofthouse, située au bout du quarantième kilomètre, Annemiek Van Vleuten accélère puis attaque. Derrière un groupe de poursuivantes avec Clara Koppenburg se forme. À mi-course, les attaques d'Elizabeth Deignan puis Chloe Dygert scinde ce groupe en deux et Clara Koppenburg est distancée. Elle est reprise par le peloton,.

## Palmarès sur route

### Palmarès par années
- 2016
  - 3e du Tour de Berne
- 2017
  - 2e du contre-la-montre par équipes de l'Open de Suède Vårgårda
  -  Médaillée de bronze au championnat du monde du contre-la-montre par équipes
  - 4e du championnat d'Europe du contre-la-montre espoirs
- 2018
  - Coire-Arosa
  - 9e de l'Emakumeen Euskal Bira
- 2019
  - Setmana Ciclista Valenciana : 
    - Classement général
    - 3e étape

  - 2e du Tour de l'Ardèche
- 2020
  - 2e de la Setmana Ciclista Valenciana
- 2021
  - 4e du Tour de Burgos
- 2022
  - reVolta
  - 2e du Mont Ventoux Dénivelé Challenges
  - 3e de la Alpes Grésivaudan Classic
- 2023
  - 2e de la reVolta
  - 2e du Tour de la Semois

### Résultats sur les grands tours

#### Tour de France
2 participations
- 2023 : 15e
- 2025 : 88e

#### Tour d'Italie
- 2024 : 68e

#### Tour d'Espagne
2 participations
- 2024 : 39e
- 2025 : 91e

## Classements mondiaux
| Année                                 | 2015 | 2016 | 2017 | 2018 | 2019 | 2020 | 2021 | 2022 | 2023 | 2024 |
| ------------------------------------- | ---- | ---- | ---- | ---- | ---- | ---- | ---- | ---- | ---- | ---- |
| Classement UCI                        | 489e | 362e | 273e | 122e | 55e  | 78e  | 78e  | 138e | 75e  | nc   |
| UCI World Tour                        |      | nc   | 160e | 70e  | 48e  | nc   | 52e  | 177e | 97e  | 280e |
|                                       |      |      |      |      |      |      |      |      |      |      |
| Légende : nc = non classéSource : UCI |      |      |      |      |      |      |      |      |      |      |